# Vânători-Neamț
Vânători-Neamț es una comuna ubicada en el distrito de Neamț, Rumania.

## Superficie
Posee una superficie de 167,1 kilómetros cuadrados.

## Demografía
Hasta 2021 la población era de 7270 habitantes, con una densidad de población de 43,51 habitantes por kilómetro cuadrado.